# David Tchoubinachvili
David Tchoubinachvili (géorgien : დავით ჩუბინაშვილი), également connu sous le nom russifié de David Yesseyevitch Tchoubinov (russe : Давид Йессеевич Чубинов, 26 septembre 1814 - 5 juin 1891), est un lexicographe, linguiste et spécialiste de la littérature géorgienne, de nationalité géorgienne.
Diplômé de l'université de Saint-Pétersbourg en 1839, il y enseigne par la suite le géorgien et est nommé professeur. Il participe à l'établissement du département de langue et littérature géorgiennes dont il occupe la chaire de 1855 à 1871. Il est élu aux Sociétés impériales de Géographie et d'Archéologie. Il participe également à la Société pour l'Alphabétisation des Géorgiens (en) qui siège à Tbilissi. Il écrit des critiques pour les presses russes et géorgiennes, rédige plusieurs ouvrages sur la langue et la littérature géorgiennes et publie Le Chevalier à la peau de panthère de Chota Roustavéli ainsi que d'autres classiques de l'ancienne littérature géorgienne. Il reçoit deux fois le prix Demidoff : en 1840 pour un dictionnaire géorgien-russe-français et en 1846 pour un dictionnaire russe-géorgien. Il lègue sa riche collection de manuscrits géorgiens à la Société pour l'Alphabétisation des Géorgiens.